# Prometeo incatenato (Eduard Müller)
Il Prometeo incatenato (in tedesco: Prometheus, beklagt von den Okeaniden, letteralmente "Prometeo compianto dalle Oceanidi") è una scultura in marmo dello scultore tedesco Eduard Müller, realizzata tra il 1872 e il 1879 e conservata all'Alte Nationalgalerie di Berlino, in Germania. Il suo soggetto deriva dall'opera teatrale Prometeo incatenato, attribuita tradizionalmente ad Eschilo.

## Descrizione
L'opera, la cui progettazione risale almeno al 1868, ritrae il titano Prometeo, incatenato a uno scoglio come punizione per aver dato il fuoco agli uomini sottraendolo agli dèi con l'inganno. Nel mito ogni giorno un'aquila veniva a squarciargli il petto per divorargli il fegato, e ogni notte le ferite guarivano e il fegato si riformava, in un ciclo continuo. Nella tragedia eschilea hanno un ruolo importante le Oceanine, che formano il coro, e che compiangono la situazione del titano.
Il gruppo scultoreo, ricavato da un singolo blocco marmoreo, raffigura Prometeo, l'aquila inviata da Zeus e due ninfe marine che sono emerse dall'acqua. Sulla spalla del primo si è appena poggiato il rapace, che affonda i suoi artigli nella carne: l'animale si prepara a banchettare con il fegato del titano, ma una delle Oceanine prova a scacciare l'uccello con una mano, mentre con l'altra si regge ad una delle gambe di Prometeo. Quest'ultimo sembra alzare lo sguardo al cielo in segno di sfida nei confronti delle divinità che lo hanno castigato. La seconda oceanina è accasciata sullo scoglio e poggia la sua mano sotto la gamba del titano, reggendosi alla catena che lo lega alla roccia. L'opera, che si concentra molto sull'anatomia dei personaggi, è la più famosa dell'artista, tanto da essere considerata il suo capolavoro. 
Inoltre, esiste una versione in avorio alta 47 centimetri che venne venduta all'asta da Sotheby's, una casa d'aste britannica.